# Wiens kyrkoprovins

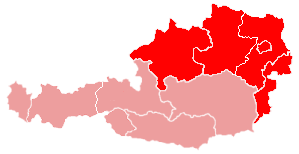
Wiens kyrkoprovins i klarrött.

Wiens kyrkoprovins är den nordligare av Romersk-katolska kyrkan i Österrikes två kyrkoprovinser. Geografiskt omfattar kyrkoprovinsen grovt räknat den norra halvan av landet och består av förbundsländerna Burgenland, Niederösterreich, Oberösterreich och Wien. Kyrkoprovinsen skapades 1 juni 1722, då Wiens stift upphöjdes till ärkestift. Den utgörs av följande stift:
- Wiens ärkestift
  - Eisenstadts stift
  - Linz stift
  - Sankt Pöltens stift

Biskoparna i Wiens kyrkoprovins bildar tillsammans med de i Salzburgs kyrkoprovins den österrikiska biskopskonferensen.

### Fotnoter
1. ↑  ”Archdiocese of Wien {Vienna}”. Catholic-Hierarchy. http://www.catholic-hierarchy.org/diocese/dwien.html. Läst 20 december 2014.